# Randolph, Minnesota
Randolph är en ort i Dakota County i Minnesota. Vid 2020 års folkräkning hade Randolph 466 invånare.